# 彼得·萨甘
彼得·萨甘（Peter Sagan，1990年1月26日—），是一名斯洛伐克职业公路自行车运动员，现效力于 UCI 洲際车队 Pierre Baguette Cycling。萨甘在转型到公路车领域之前有着非常成功的越野公路车和山地自行车生涯，曾获得过2008年山地车世少赛的冠军。薩甘目前計畫將於2024年回歸山地自行車賽。
萨甘被广泛得认为是一位自行车天才，他赢得过非常多重要的荣誉，其中包括2015-2017年世界公路自行车锦标赛菁英男子组公路赛史無前例的三连冠、2016年欧洲公路自行車錦標賽冠军、2018年巴黎–魯貝 、2016年環法蘭德斯賽、12站環法自由車賽單站、4站環西班牙車賽單站、2站環義大利車賽 ，三大自由車環賽總計共18站單站冠軍，以及2012-2016年與2018年、2019年共計7次的環法自行車賽積分排名。